# Гиффорд (Флорида)
Гиффорд (англ. Gifford) — статистически обособленная местность, расположенная в округе Индиан-Ривер (штат Флорида, США) с населением в 7599 человек по статистическим данным переписи 2000 года.

## География
По данным Бюро переписи населения США статистически обособленная местность Гиффорд имеет общую площадь в 19,42 квадратных километров, из которых 18,13 кв. километров занимает земля и 1,29 кв. километров — вода. Площадь водных ресурсов округа составляет 6,64 % от всей его площади.
Статистически обособленная местность Гиффорд расположена на высоте 4 м над уровнем моря.

## Демография
По данным переписи населения 2000 года в Гиффордe проживало 7599 человек, 1897 семей, насчитывалось 3036 домашних хозяйств и 3595 жилых домов. Средняя плотность населения составляла около 391,3 человек на один квадратный километр. Расовый состав населённого пункта распределился следующим образом: 38,70 % белых, 57,43 % — чёрных или афроамериканцев, 0,16 % — коренных американцев, 0,25 % — азиатов, 1,50 % — представителей смешанных рас, 1,96 % — других народностей. Испаноговорящие составили 6,67 % от всех жителей статистически обособленной местности.
Из 3036 домашних хозяйств в 26,4 % воспитывали детей в возрасте до 18 лет, 37,8 % представляли собой совместно проживающие супружеские пары, в 20,5 % семей женщины проживали без мужей, 37,5 % не имели семей. 31,9 % от общего числа семей на момент переписи жили самостоятельно, при этом 17,9 % составили одинокие пожилые люди в возрасте 65 лет и старше. Средний размер домашнего хозяйства составил 2,42 человек, а средний размер семьи — 3,03 человек.
Население статистически обособленной местности по возрастному диапазону по данным переписи 2000 года распределилось следующим образом: 26,2 % — жители младше 18 лет, 7,9 % — между 18 и 24 годами, 22,8 % — от 25 до 44 лет, 20,2 % — от 45 до 64 лет и 22,9 % — в возрасте 65 лет и старше. Средний возраст жителей составил 40 лет. На каждые 100 женщин в Гиффордe приходилось 84,2 мужчин, при этом на каждые сто женщин 18 лет и старше приходилось 80,3 мужчин также старше 18 лет.
Средний доход на одно домашнее хозяйство статистически обособленной местности составил 29 438 долларов США, а средний доход на одну семью — 35 354 доллара. При этом мужчины имели средний доход в 25 716 долларов США в год против 18 821 доллар среднегодового дохода у женщин. Доход на душу населения статистически обособленной местности составил 29 438 долларов в год. 19,6 % от всего числа семей в населённом пункте и 23,4 % от всей численности населения находилось на момент переписи населения за чертой бедности, при этом 32,3 % из них были моложе 18 лет и 16,4 % — в возрасте 65 лет и старше.